# Milwaukee Art Museum

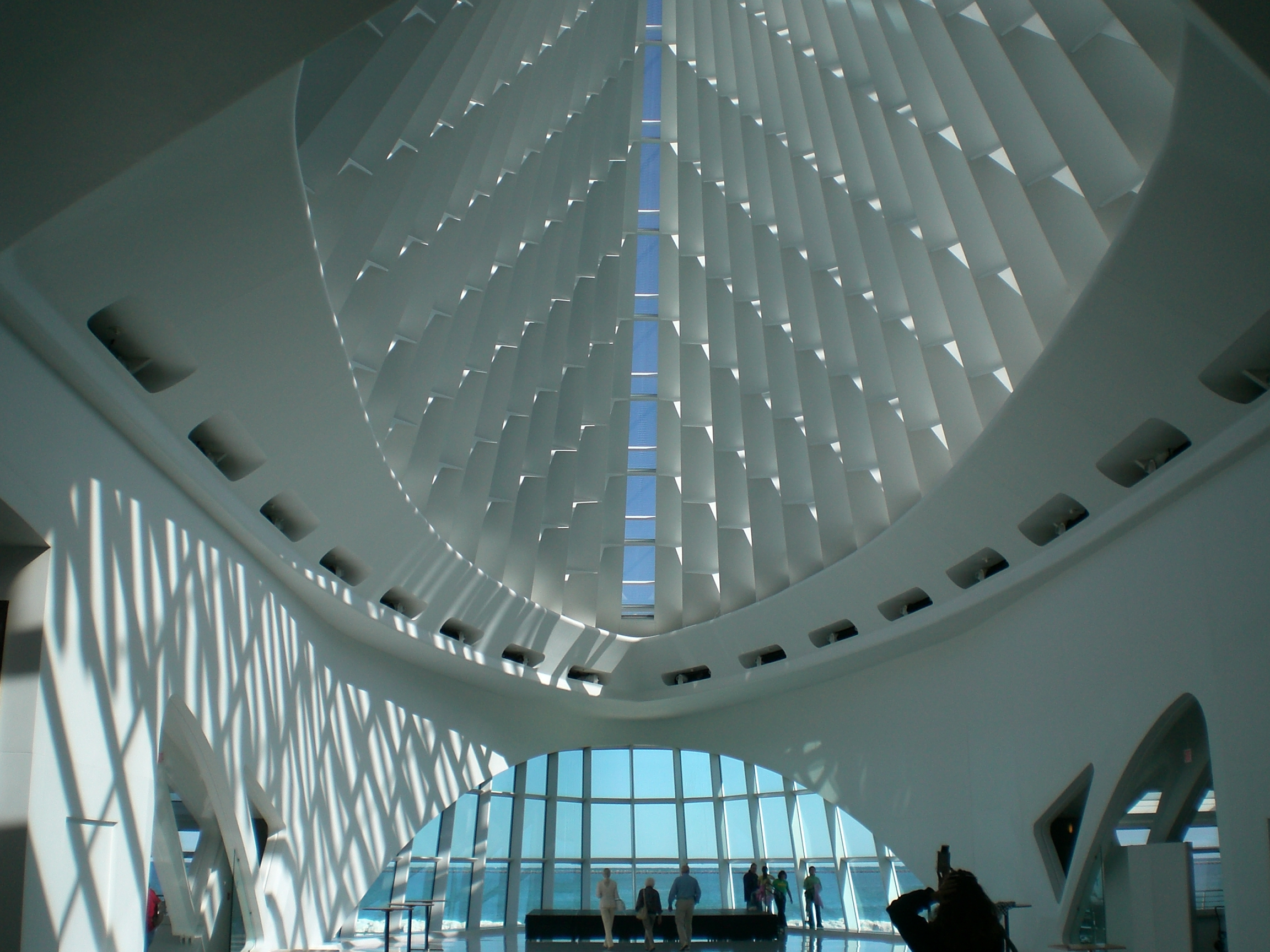
Interiör

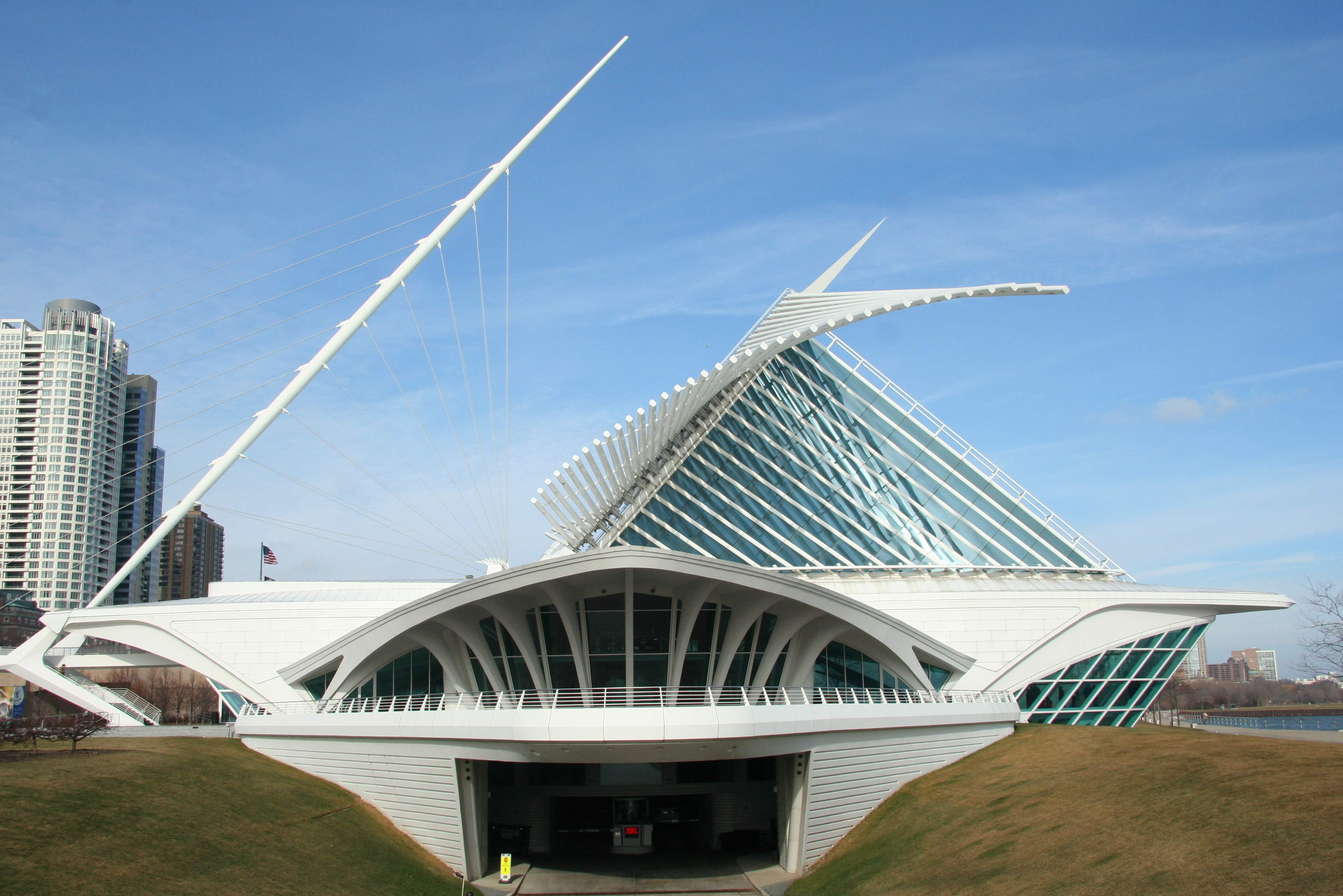
Milwaukee Art Museum från söder

Milwaukee Art Museum är ett konstmuseum i Milwaukee i Wisconsin i USA. 
Flera organisationer bildades från omkring 1872 för att inrätta en konsthall i Milwaukee. Alexander Mitchell donerade hela sin samling för att få till stånd stadens första permanenta konsthall. År 1888 bildades Milwaukee Art Association av en grupp tyska panoramakonstnärer och lokala affärsmän. Samma år lät den brittiskfödde affärsmannen Frederick Layton bygga Layton Art Gallery, som nu är rivet. År 1911 uppfördes Milwaukee Art Institute bredvid Layton Art Gallery för att inhysa andra utställningar och konstsamlingar. 
Milwaukee Art Center, idag Milwaukee Art Museum, bildades som en sammanslagning av de två konstinstitutionerna 1957 och flyttade in i det nybyggda Milwaukee County War Memorial, som ritats av Eero Saarinen.
Quadracci Pavilion ritades av Santiago Calatrava och invigdes 2001. Den har en rörlig, vinglik solskärm som öppnas dagtid till en vinge med ett spann på 66 meter och fälls ihop på kvällen och vid molnig himmel.

## Bildgalleri

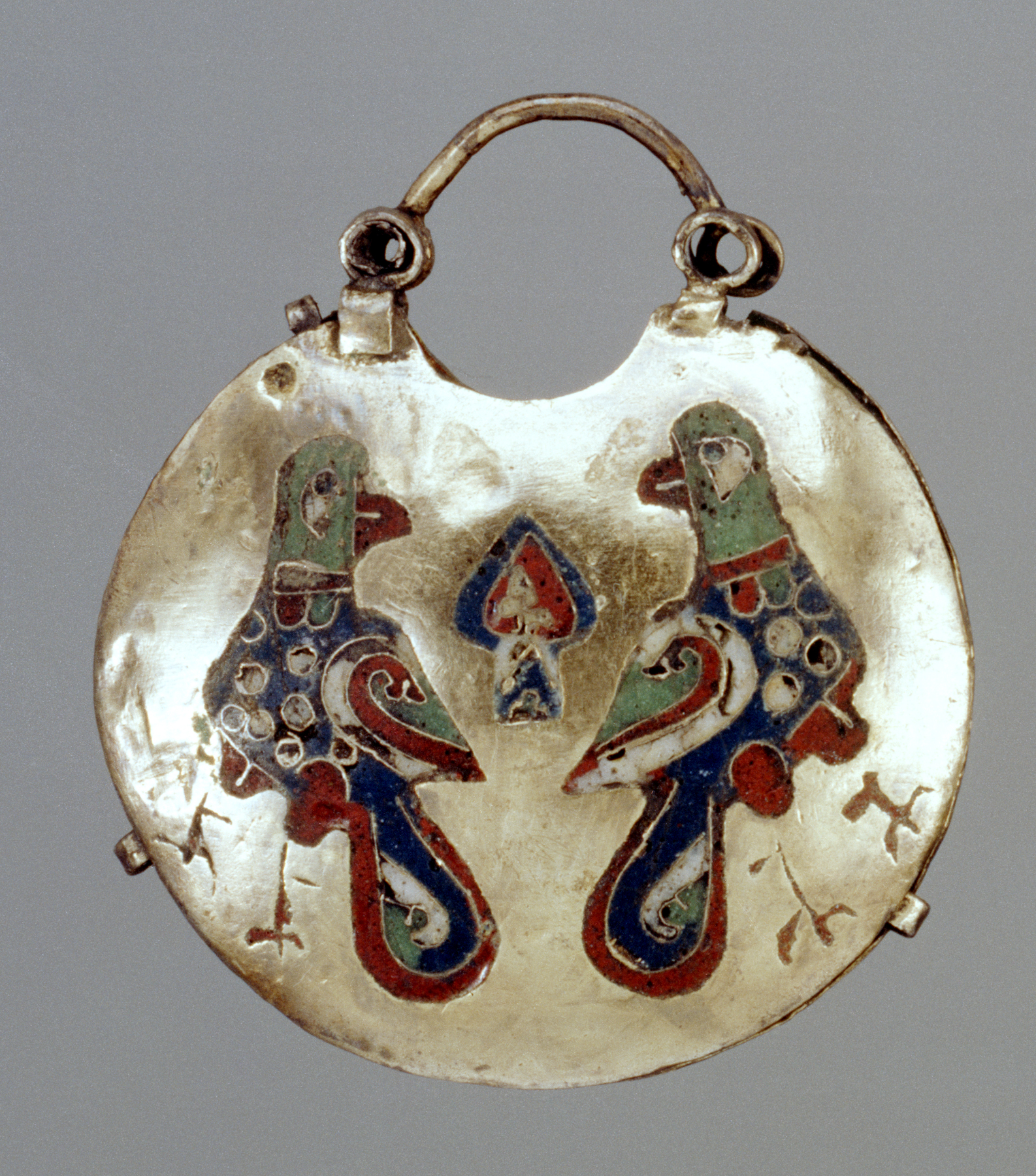
Ukrainskt smycke med två fåglar
Georgia O'Keeffes The Flag, akvarell och krita på papper
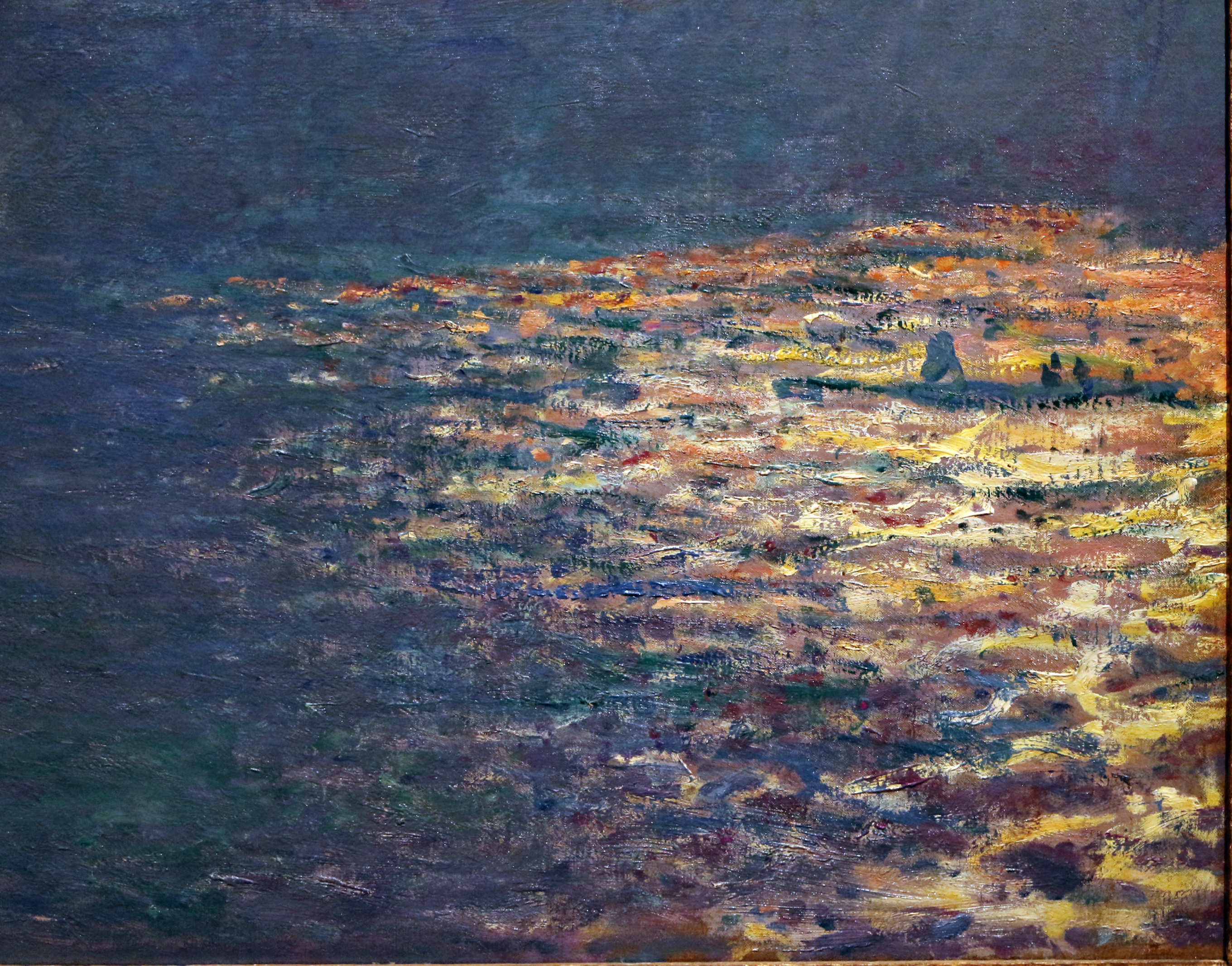
Claude Monets Waterloo bridge, 1900
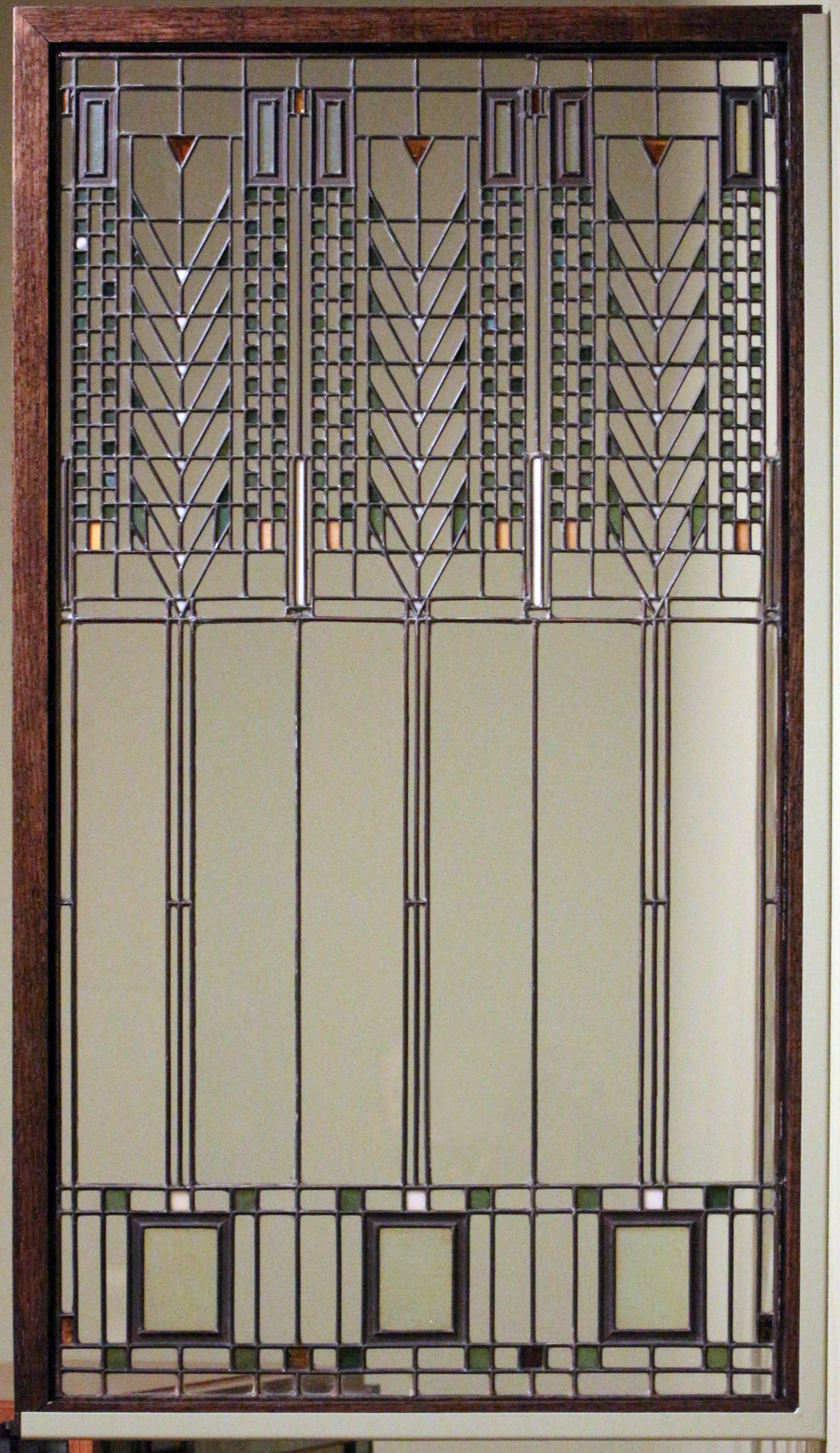
Frank Lloyd Wrights glasfönster "Tree of Life", 1904
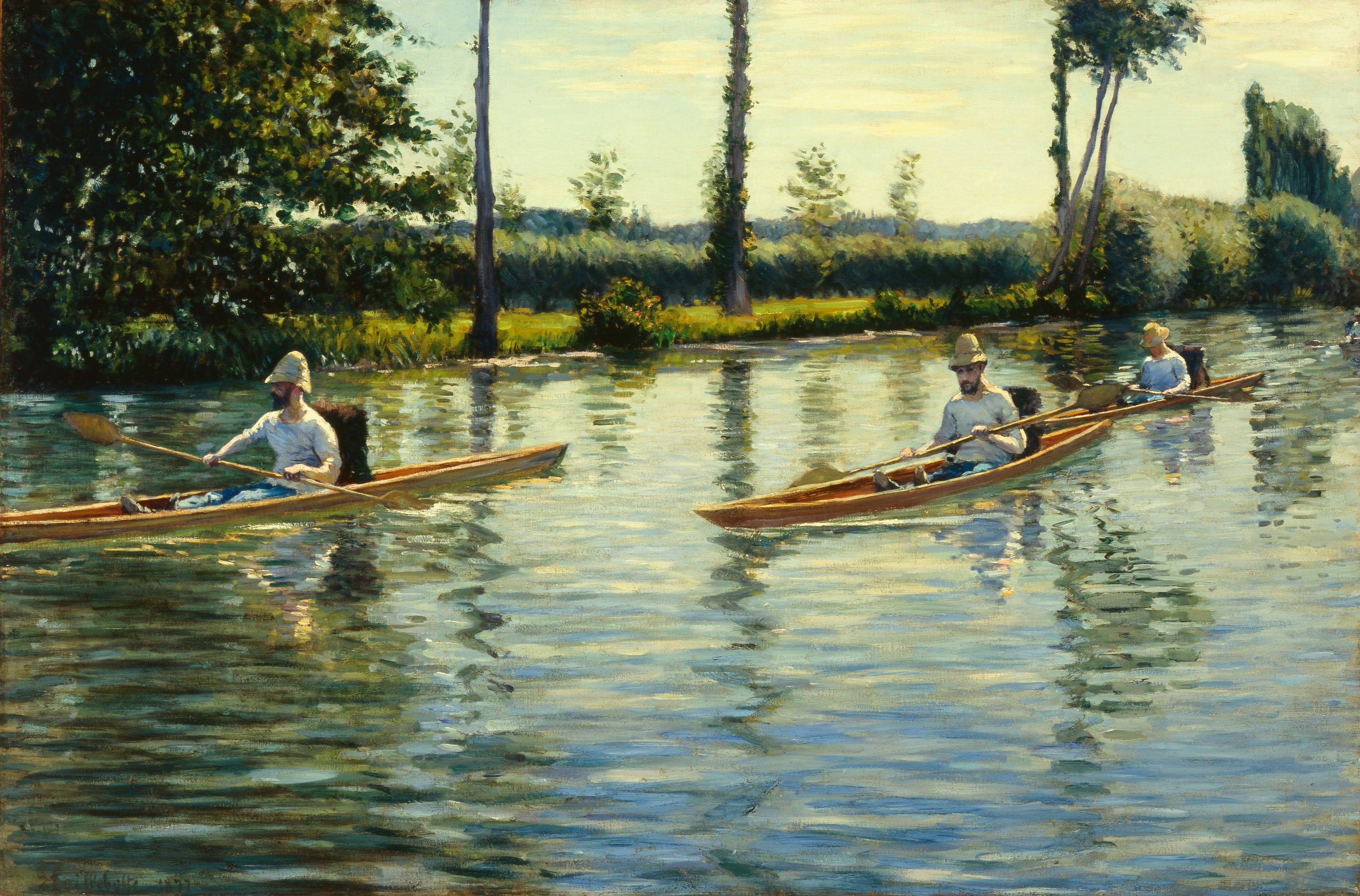
Gustave Caillebottes Boating on the Yerres 1877.